# Diego Carrillo de Mendoza y Pimentel
Diego Carrillo de Mendoza y Pimentel marchese di Gélves e conte di Priego (Aragona, ... – 1631) è stato un generale di cavalleria spagnolo, viceré di Aragona e viceré della Nuova Spagna. Mantenne questo titolo dal 21 settembre 1621 al 15 gennaio 1624, o il 1º novembre 1624.

## Inizio della carriera
Carrillo de Mendoza nacque nel regno d'Aragona. Si unì all'esercito fin da giovane, dove si distinse per l'energia, il valore e l'intelligenza. Fece carriera fino a raggiungere il grado di generale. Fu viceré di Aragona prima essere inviato nelle Americhe.

## Viceré della Nuova Spagna
Giunto in Nuova Spagna nel 1621, trovo l'amministrazione in pessimo stato e prese subito le contromisure per aumentare gli standard morali ed etici dei funzionari. Organizzò i distaccamenti di soldati, assegnandoli al controllo delle principali arterie del paese per contrastare l'eccessivo numero di furti. Autorizzò l'immediata impiccagione dei ladri colti in flagrante.
Acquistò grano distribuendolo ai poveri della capitale per reagire alle continue siccità e carestia. Si oppose al monopolio del mercato del grano, che portava all'aumento dei prezzi. Questa scelta gli procurò molti nemici. Sempre durante il primo anno di reggenza, fondò una cattedra di chirurgia presso la locale università. Questa cattedra fu occupata dal dottore messicano Cristóbal Hidalgo y Bandabal (morto nel 1660).
Il 7 marzo 1623 il viceré ordinò di fermare la costruzione di un sistema di drenaggio nella valle del Messico, perché la reputava troppo onerosa. Ordinò anche la distruzione del sistema che impediva al Río Cuautitlán di entrare nei laghi che circondavano Città del Messico. La successiva stagione delle piogge portò nuovi allagamenti, con conseguenti danni materiali e perdita di molte vite. Il viceré perse molto prestigio a causa di questa scelta errata.

## Conflitto con l'arcivescovo
A causa delle numerose lamentele riguardo venalità e parzialità, il viceré Carillo de Mendoza inizio un esame sull'operato dell'arcivescovo del Messico, Juan Pérez de la Serna. Il viceré disse all'arcivescovo di non concedere i divorzi in modo così semplice, né di accettare regali, e di non alzare i prezzi nelle macellerie di sua proprietà.
Queste azioni crearono astio tra i due, ma la decisiva rottura si ebbe a causa di una vertenza legale nei confronti di Melchor Pérez de Veraiz, corregidor di Città del Messico. Pérez de Veraiz fu accusato di monopolizzare il mercato del mais, gestendo granai illegali. Egli fuggì rifugiandosi presso il convento di Santo Domingo per evitare l'arresto. I giudici posero delle guardie attorno al convento ma l'arcivescovo, invocando l'immunità ecclesiastica, scomunicò i giudici, i loro cancellieri ed i soldati. L'Audiencia si appellò al vescovo di Puebla, giudice apostolico in questi casi, il quale ordinò la revoca delle scomuniche. L'arcivescovo Pérez de la Serna rispose con una interdizione generale, chiudendo per alcuni giorni tutte le chiese della capitale.
L'11 gennaio 1624 l'arcivescovo si presentò presso il palazzo del viceré, davanti ad una folla curiosa. Era presente anche lo stesso viceré che, insieme all'audiencia, aveva deciso di deporre l'arcivescovo. L'arcivescovo rispose scomunicando il viceré ed i membri dell'audiencia. Replicò l'interdizione ordinando ai chierici a cavallo di percorrere le strade della capitale urlando "¡Viva Cristo!" e "¡Muera el mal gobierno!".
In seguito il viceré arrestò l'arcivescovo ordinando di scortarlo in Spagna.
Tre membri dell'audiencia ritrattarono la scelta di deporre l'arcivescovo, ma il viceré li fece imprigionare. Tutto questo provocò un tumulto popolare il 15 gennaio 1624 davanti al palazzo del viceré, chiedendone le dimissioni. I ribelli bruciarono parte del palazzo invadendolo. Nel pomeriggio l'arcivescovo Pérez, che nel frattempo era riuscito a fuggire, proclamò Carrillo de Mendoza deposto, nominando il licenciado Pedro Gabiría al ruolo di capitano generale. Quella notte il viceré, sul punto di essere linciato dalla folla, si travestì da servo riparandosi presso la chiesa di San Francisco, dove rimase scortato dalle guardie.
Nel 1625 Carillo de Mendoza tornò in Spagna, dove ebbe un'udienza con re Filippo IV tentando di giustificare il proprio operato. Il re condivise solo alcune delle sue scelte, rigettando le altre.
Pérez de la Serna continuò ad essere l'arcivescovo del Messico fino all'arrivo del nuovo viceré, Rodrigo Pacheco y Osorio, nel novembre del 1624. In seguito fu assegnato alla diocesi spagnola di Zamora, dove morì nel 1631. Il corregidor Melchor Pérez de Veraiz fu assolto dalle accuse a suo carico.